# Mohammad Sabah Al-Salem Al-Sabah
Mohammad Sabah Al-Salem Al-Sabah (în arabă الشيخ الدكتور محمد صباح السالم الصباح; n.  ?) este un membru marcant al familiei regale din Kuweit și a deținut diverse funcții importante ca politician, economist și diplomat. A fost prim-ministru al Kuweitului în perioada 17 ianuarie 2024 – 15 mai 2024. Înainte de a ocupa funcția de prim-ministru, a fost viceprim-ministru al Kuweitului, contribuind semnificativ la guvernarea țării și la relațiile internaționale.

## Biografie
Născut la 10 octombrie 1955, Al-Sabah este fiul șeicului Sabah al III-lea Al-Salim Al-Sabah, fostul emir al Kuweitului, și al Nouriyei Al-Ahmad Al-Sabah, sora actualului emir. Fratele său mai mare este Salem Sabah Al-Salem Al-Sabah, care a ocupat funcțiile de ministru al apărării și al afacerilor interne. Mohammed Sabah Al-Sabah a obținut o diplomă de licență în economie de la Claremont McKenna College, iar ulterior a obținut atât un master, cât și un doctorat în economie și studii despre Orientul Mijlociu la Universitatea Harvard.

## Carieră

### Funcții guvernamentale
Numit în 1993 ambasador al Kuweitului în Statele Unite, a ocupat această funcție până la 14 februarie 2001, când a devenit ministru de externe. A deținut funcția de ministru de finanțe din ianuarie 2003 până în iulie 2003. La 11 februarie 2006, a fost numit viceprim-ministru, păstrând în același timp portofoliul de ministru de externe.
A demisionat din funcție la 18 octombrie 2011, în semn de protest față de presupusa corupție din guvernul Kuweitului. Ulterior, și-a urmat interesele academice ca cercetător invitat la Universitatea Oxford.

### Prim-ministru
La 4 ianuarie 2024, șeicul Mishal Al-Ahmad Al-Jaber Al-Sabah, emirul Kuweitului, l-a numit pe șeicul Mohammad Sabah Al-Salem Al-Sabah ca prim-ministru desemnat al Kuweitului. A depus jurământul pe 17 ianuarie 2024, marcând prima dată în 20 de ani când un descendent al ramurii Banu Salim a familiei domnitoare din Kuweit a preluat această funcție. Șeicul Ahmad Al-Abdullah Al-Sabah a fost numit prim-ministru desemnat la 15 aprilie 2024. Preluarea efectivă a funcției de către acesta depinde de formarea cabinetului și de depunerea jurământului în fața Adunării Naționale. După această numire, șeicul Mohammad a continuat să exercite funcția de prim-ministru în regim interimar.

## Viață personală
Al-Sabah este căsătorit cu Feryal Duaij Al Salman Al-Sabah și are patru copii.